# Oecetis accola
Oecetis accola là một loài Trichoptera trong họ Leptoceridae. Chúng phân bố ở miền Australasia.